# Așteaptă până se întunecă
Așteaptă până se întunecă, grafiat la momentul lansării Așteaptă pînă se întunecă, (în engleză Wait Until Dark) este un film thriller psihologic american din 1967, regizat de Terence Young și produs de Mel Ferrer, după un scenariu scris de Robert Carrington și Jane-Howard Carrington, inspirat din piesa de teatru cu același nume din 1966 a lui Frederick Knott⁠(d). Rolurile principale sunt interpretate de Audrey Hepburn (care joacă rolul unei tinere oarbe), Alan Arkin (un infractor violent în căutarea unor droguri) și Richard Crenna (un alt infractor), iar în rolurile secundare apar Jack Weston⁠(d), Julie Herrod și Efrem Zimbalist Jr.⁠(d).
Audrey Hepburn a fost nominalizată la Premiul Oscar pentru cea mai bună actriță în 1967, iar Zimbalist a fost nominalizat la Globul de Aur pentru cel mai bun actor în rol secundar. Filmul este clasat pe locul 55 pe lista Institutului American de Film 100 Years...100 Thrills, iar punctul culminant al său este clasat pe locul 10 în topul 100 Scariest Movie Moments al postului TV american Bravo.

## Distribuție
(distribuție menționată)
- Audrey Hepburn — Susy Hendrix
- Alan Arkin — Roat / Harry Roat Jr. / Harry Roat Sr.
- Richard Crenna — Mike Talman
- Efrem Zimbalist Jr.⁠(d) — Sam Hendrix
- Jack Weston⁠(d) — Carlino
- Samantha Jones⁠(d) — Lisa
- Julie Herrod — Gloria

(distribuție nemenționată)
- Jean Del Val⁠(d) — bătrânul
- Gary Morgan⁠(d) — adolescentul de pe stradă
- Frank O'Brien⁠(d) — Shatner
- Bill Walters⁠(d) — BG cu câinele
- Mel Ferrer — crainicul radio franco-canadian

## Recepție
Filmul a fost unul dintre cele mai populare ale anului 1967, aducând venituri pe piața nord-americană de 7.350.000 de dolari.
Rotten Tomatoes a raportat că 96% dintre critici au dat filmului o recenzie pozitivă pe baza a 23 de recenzii, cu o evaluare medie de 8,04/10. Consensul critic spune: „Așteaptă până se întunecă este un thriller compact care profită la maximum de premisa sa diabolic de inteligentă.” La Metacritic, filmul are un scor mediu ponderat de 81 din 100 pe baza a 9 recenzii critice, ceea ce indică „aclamare universală”. Punctul culminant al filmului s-a clasat pe locul 10 în topul 100 Scariest Movie Moments al canalului TV Bravo.

### Premii
| Premii                 | Categorie                                     | Persoană nominalizată   | Rezultat     |
| ---------------------- | --------------------------------------------- | ----------------------- | ------------ |
| Premiile Oscar         | Cea mai bună actriță                          | Audrey Hepburn          | Nominalizare |
| Premiile Globul de Aur | Cea mai bună actriță într-un film – dramă     | Audrey Hepburn          | Nominalizare |
| Premiile Globul de Aur | Cel mai bun actor într-un rol secundar – film | Efrem Zimbalist, Jr.⁠(d) | Nominalizare |
| Premiile Laurel        | Top Drama                                     | Top Drama               | locul 5      |
| Premiile Laurel        | Performanță dramatică feminină de top         | Audrey Hepburn          | locul 3      |

Topuri ale Institutului American de Film
- 2001 – AFI's 100 Years... 100 Thrills – #55